# Lysá (Povrly)
Lysá (německy Leißen) je osada asi čtyři kilometry severozápadně od Povrlů v okrese Ústí nad Labem. Stojí v Českém středohoří v nadmořské výšce okolo 445 metrů.

## Název
Název vsi označoval holé, resp. bezlesé místo. V historických pramenech se jméno vesnice objevuje ve tvarech: w Lyse (1527), z Leisnu (1551), w Lysee (1554), Laysen (1654), Leisen (1679), Leyßen (1703), Leisen (1720), Leisen (1787) a Leißen (1833).

## Historie
První písemná zmínka o Lysé pochází z roku 1527, ale vesnice je pravděpodobně mnohem starší. V šestnáctém století patřila k panství hradu Blansko a po jeho zániku ke Krásnému Březnu, jehož součástí zůstala až do zrušení patrimoniální správy. Podle berní ruly z roku 1654 ve vsi stálo osm selských usedlostí, dvě chalupnické a osm domů na obecní půdě.
Jednotlivé selské usedlosti byly založeny po stranách ulicovité návsi a navazovaly na ně paprsčitě uspořádané záhumenicové plužiny. Po vysídlení Němců z Československa vesnice téměř zanikla, ale ve druhé polovině dvacátého století v ní bylo postaveno několik rekreačních chat na východním okraji vsi.

## Obyvatelstvo
Při sčítání lidu v roce 1921 zde žilo 167 obyvatel (z toho 78 mužů), z nichž byli dva Čechoslováci a 165 Němců. Všichni se hlásili k římskokatolické církvi. Podle sčítání lidu z roku 1930 měla vesnice 159 obyvatel: jednoho Čechoslováka a 158 Němců. Kromě dvou lidí bez vyznání byli římskými katolíky.
|           | 1869 | 1880 | 1890 | 1900 | 1910 | 1921 | 1930 | 1950 | 1961 | 1970 | 1980 | 1991 | 2001 | 2011 |
| --------- | ---- | ---- | ---- | ---- | ---- | ---- | ---- | ---- | ---- | ---- | ---- | ---- | ---- | ---- |
| Obyvatelé | 201  | 185  | 195  | 159  | 168  | 167  | 159  | 79   | 33   | 3    | .    | .    | 2    | 8    |
| Domy      | 30   | 30   | 30   | 29   | 29   | 29   | 29   | 20   | .    | 1    | .    | .    | 1    | 2    |

## Pamětihodnosti
Jediným památkově chráněným objektem v osadě je klasicistní kaple z roku 1812. Má obdélný půdorys a půlkruhový závěr. Ze střechy vybíhá osmiboký sanktusník a vstupní průčelí zdůrazňuje dvojice pilastrů. Z lidové architektury se dochoval dům če. 179 s roubenou světnicí. Druhá část přízemí domu je zděná a do síně se vstupuje kamenným portálem. Patro na jednoduché podstávce je hrázděné. Naproti kapli stojí kamenný klasicistní dům čp. 261.